# Länkisaari
Länkisaari är en ö i Finland. Den ligger i sjön Melakko och Loitimo och i kommunen Joensuu i den ekonomiska regionen  Joensuu ekonomiska region  och landskapet Norra Karelen, i den sydöstra delen av landet, 400 km nordost om huvudstaden Helsingfors. Öns area är 19,8 hektar och dess största längd är 0,9 kilometer i nord-sydlig riktning.